# Bolesław Richelieu

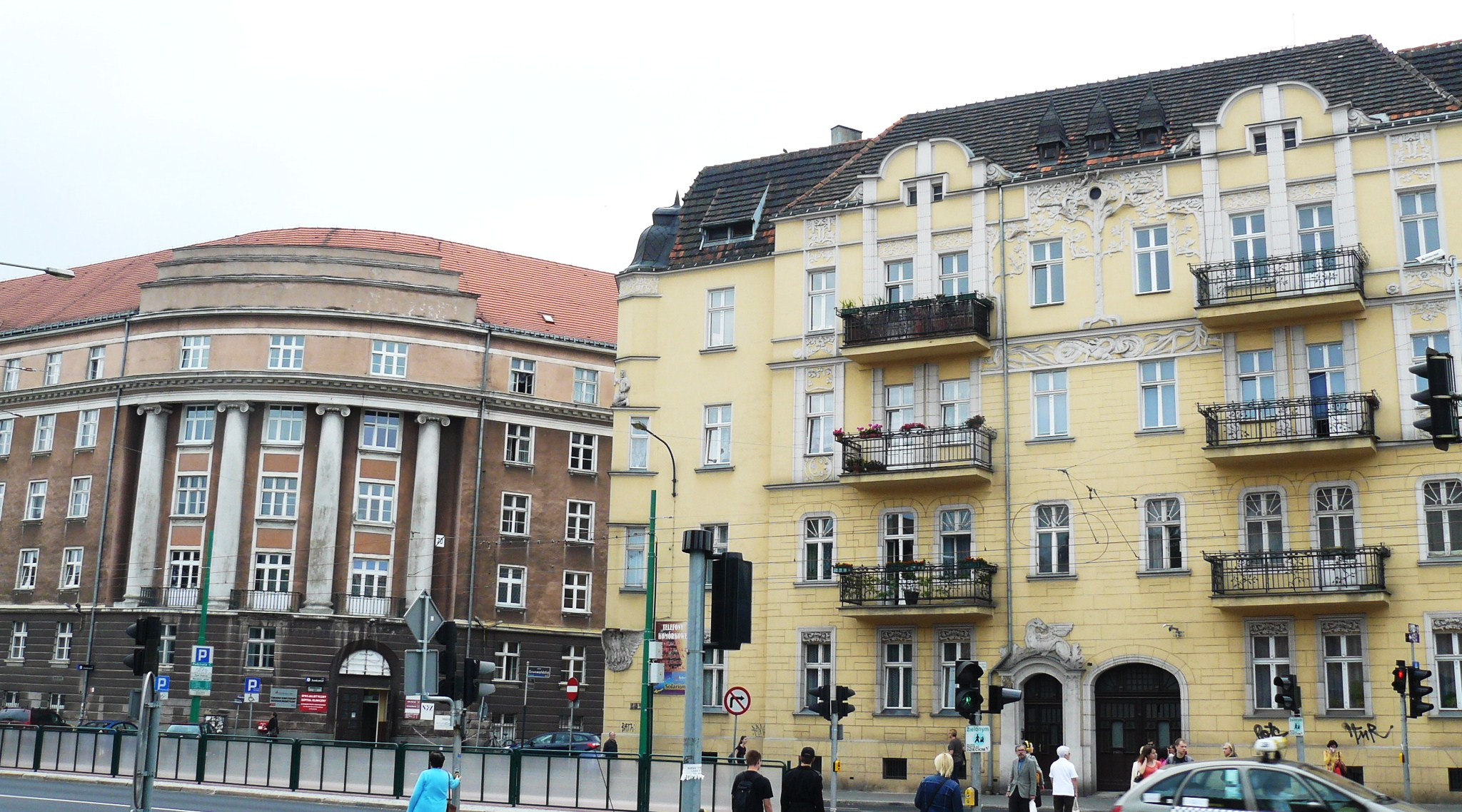
Kamienica przy Grunwaldzkiej 20a, autorstwa P. Pitta ze sztukaterią Richelieu, po lewej dawny Hotel Polonia

Bolesław Richelieu (ur. 2 grudnia 1863, zm. ?) – sztukator działający na przełomie XIX i XX wieku w Poznaniu.

## Życiorys
Urodził się 2 grudnia 1863 roku w Luboniu. W latach 1889–1902 mieszkał w Berlinie. Jego własnością była zarówno firma sztukatorska współpracująca z firmą budowlaną Paula Pitta, jak i cegielnia w Żabikowie. W 1914 roku został zmobilizowany, zaś kierownictwo nad firmami na czas I wojny światowej przejęła jego żona, Nepomucena, z domu Kołodziejczak, pochodząca z Długiej Gośliny. W 1919 roku małżonkowie przenieśli się do Wrześni.

## Twórczość
Określany jako „jeden z najlepszych sztukatorów Poznania”, którego pracownia wykonała „niezwykłe, pełne fantastycznych stworów dekoracje”.
Nie jest dokładnie znana lista prac warsztatu Richelieu. Z całą pewnością były to:
- kamienica przy Staszica 16 (przed 1900 rokiem, kamienica była własnością artysty i mieściła jego warsztat),
- kamienica przy ul. Grunwaldzkiej 20a,
- kamienica przy ul. Matejki 47,
- kamienica przy ul. Jackowskiego 25,
- kamienica przy ul. Dąbrowskiego 86,
- kamienica przy ul. Orzeszkowej 9/11[1] (1902-1903).